# Sebadoh
I Sebadoh sono un gruppo indie rock statunitense, formatosi nel 1986 a Westfield nel Massachusetts da Eric Gaffney e Lou Barlow.
Assieme a band come Pavement e Guided by Voices sono considerati tra i pionieri del lo-fi, sottogenere dell'indie rock, caratterizzato prevalentemente dall'utilizzo di tecniche di registrazione in bassa fedeltà.

## Storia del gruppo
(Intervista a Lou Barlow del 1997 )
I Sebadoh nascono originariamente, nel 1986, come progetto parallelo di Lou Barlow il quale, già bassista nei Dinosaur Jr. e frustrato (dal chitarrista e leader di quella band, J Mascis) nei suoi tentativi di esprimere appieno il proprio talento compositivo e dare forma a del materiale accumulato negli anni precedenti, decide quindi di dare vita ad una sua band assieme all'amico batterista Eric Gaffney. Il nome del gruppo, Sebadoh, è in realtà una parola senza senso che Barlow spesso ripeteva durante le session in sala di registrazione.
La prima uscita discografica del gruppo, intitolata Forestin Weed, è pubblicata nel 1987 dalla Homestead Records, nel solo formato cassetta. Il seguito di quel primo lavoro, The Freed Man, venne poi pubblicato inizialmente sempre su nastro e poi come album, dalla stessa Homestead, nel 1989.
Nel 1989, poco dopo la pubblicazione dell'album Bug, i continui litigi riguardanti il controllo creativo del gruppo portano all'allontanamento definitivo di Barlow dai Dinosaur Jr. il quale, da quel momento in poi, ha quindi modo e tempo di dedicarsi totalmente alla sua nuova band che, nell'estate di quello stesso anno, vede l'ingresso di un nuovo componente: Jason Loewenstein alla chitarra. Il primo lavoro accreditato come trio risale, però, a due anni più tardi, cioè al singolo Gimme Indie Rock che, uscito nel 1991, anticipa poi di poco l'uscita del terzo album, Sebadoh III, che segna di fatto l'avvenuta maturazione verso un sound più accessibile e meno spigoloso e destinato a rimanere l'opera più compiuta del gruppo.
Tra un disco e l'altro, la band pubblica anche diverso materiale in formato EP, ben cinque nel giro di due anni: Asshole nel 1990, Gimme Indie Rock nel 1991 e Oven If My Friend, Rocking the Forest e Sebadoh vs Helmet, tutti nel 1992. In quello stesso anno esce anche Smash Your Head on the Punk Rock, un album compilation che segna il debutto della band su Sub Pop Records e che comprende quattro delle otto canzoni del precedente EP Rocking the Forest e otto delle nove canzoni di Sebadoh vs Helmet.
Il quarto album Bubble e Scrape vede la luce nell'aprile del 1993, poco prima dell'uscita dal gruppo del batterista Eric Gaffney. Il suo sostituto, Bob Fay, contribuisce ai successivi Bakesale del 1994 e Harmacy del 1996 in cui la band porta a compimento la missione di un sound più semplice e "normale", a tratti forse monocorde, tanto che, lo stesso Barlow, sente il bisogno di dare sfogo alla sua anima più sperimentale e lo-fi attraverso lo pseudonimo di Sentridoh con cui ritorna alla vecchia passione di musica casalinga (homemade).
La collaborazione di Fay con la band ha vita breve, tanto che il batterista viene licenziato prima delle session dell'album The Sebadoh, uscito nel 1999, e sostituito da Russ Pollard, vecchio amico di Loewenstein. Dopo il tour promozionale che seguì l'album, la band si concesse un lungo periodo di pausa, con Barlow concentrato su un altro progetto parallelo, i Folk Implosion e Loewenstein impegnato a lavorare sul materiale che andrà poi a comporre il suo album di debutto come solista, At Sixes and Sevens, uscito poi nel 2002.
Nel marzo del 2007, la storica lineup dei Sebadoh (Barlow, Gaffney e Loewenstein) si riunisce per a prima volta in quattordici anni per alcuni concerti che coincidono anche con una serie di ristampe dei primi album (con alcuni brani inediti).

## Formazione
- Lou Barlow - basso (dal 1986)
- Jason Loewenstein - voce, chitarra (dal 1989)
- Eric Gaffney - batteria (1986-1993)
- Bob Fay - batteria (1994-1998)
- Russ Pollard - batteria (1999-2000)
- Bob D'Amico batteria (dal 2012)

## Discografia

### Album in studio
- 1989 - The Freed Man
- 1990 - Weed Forestin'
- 1991 - III
- 1993 - Bubble & Scrape
- 1994 - Bakesale
- 1996 - Harmacy
- 1999 - The Sebadoh
- 2013 - Defend Yourself
- 2019 - Act Surprised

### Compilation
- 1990 - The Freed Weed
- 1992 - Smash Your Head on the Punk Rock
- 2007 - Wade Through the Boggs

### Live
- 1994 - ...In Tokyo
- 2015 - KCRtroubleU (Live on Air)

### Singoli
- 1994 - Rebound / Careful
- 2013 - No Wound / Imminent Emergency
- 2015 - Limelight / Untitled

### EP
- 1989 - Sonic Life EP
- 1990 - Asshole
- 1991 - Oven Is My Friend
- 1991 - Sebadoh / Azalia Snail (split EP con Azalia Snail)
- 1991 - Gimme Indie Rock!
- 1992 - Rocking the Forest
- 1992 - Sebadoh Vs. Helmet
- 1993 - 4 Song CD
- 1993 - Soul and Fire
- 1994 - Skull
- 1994 - Careful
- 1994 - Not Too Amused
- 1995 - Rebound
- 1995 - Magnet's Coil
- 1995 - Ocean
- 1996 - Beauty of the Ride
- 1996 - Princess
- 1999 - Flame
- 1999 - It's All You
- 2012 - Secret EP
- 2015 - Goodbye L.A.